# Nanocambridgea gracilipes
Nanocambridgea gracilipes är en spindelart som beskrevs av Forster och Wilton 1973. Nanocambridgea gracilipes ingår i släktet Nanocambridgea och familjen Stiphidiidae. Inga underarter finns listade i Catalogue of Life.